# Kuhstorf
Kuhstorf is een gemeente in de Duitse deelstaat Mecklenburg-Voor-Pommeren, en maakt deel uit van het Landkreis Ludwigslust-Parchim.
Kuhstorf telt 733 inwoners.